# Aksakovo (Bulgaria)
Aksakovo (in bulgaro Аксаково?) è un comune bulgaro situato nella regione di Varna di 18 538 abitanti (dati 2009). La sede comunale è nella località omonima.

## Località
Il comune è formato dall'insieme delle seguenti località:
- Aksakovo (sede comunale)
- Botevo
- Dobrogled
- Dolište
- General Kantardžievo
- Ignatievo
- Izvorsko
- Jarebična
- Kičevo
- Klimentovo
- Krumovo
- Kumanovo
- Ljuben Karavelovo
- Novakovo
- Orešak
- Osenovo
- Pripek
- Radevo
- Slănčevo
- Văglen
- Vodica
- Zasmjano
- Zornica